# عبد الرحيم مهتاد
عبد الرحيم مهتاد (مواليد عام 1959 في الدار البيضاء) هو إسلامي مغربي، وزعيم سابق للشبيبة الإسلامية ومعارض للنظام الملكي المغربي في زمن الملك الحسن الثاني، وهو رئيس الجمعية المغربية النصير، التي تركز على مساندة ودعم السلفيين المغاربة.

## مساره
انضم عبد الرحيم مهتاد إلى الشبيبة الإسلامية عام 1976، وتدرج فيها حتى صبح مسؤولاً عن شراء الأسلحة. وفي عام 1983 أصبح مشرفا على معسكرات عسكرية للتدريب في ليبيا والجزائر. وبسبب نشاطه لزعزعة استقرار النظام الملكي، حُكم عليه بالإعدام غيابياً في عام 1985، واعتقل في مطار محمد الخامس بالدار البيضاء عام 1989 بعد ترحيله من الجزائر، ثم سجن في معتقل درب مولاي الشريف بالدار البيضاء وحكم عليه بالسجن المؤبد. ليتم إطلاق سراحه بعد خمس سنوات من الاعتقال، وقد استجاب الملك الحسن الثاني لطلبه بالعفو. وفي عام 2004، أنشأ جمعية النصير، التي تهدف إلى مساندة المعتقلين السلفيين الجهاديين وعائلاتهم.

### مقابلات
- Ziraoui، Youssef (du 14 au 21 janvier 2009). "L'interrogatoire : "J'ai tout fait pour renverser Hassan II"". TelQuel ع. 356. TelQuel. مؤرشف من الأصل في 2016-03-04. {{استشهاد بدورية محكمة}}: تحقق من التاريخ في: |تاريخ= (مساعدة)
- Aswab، Mohamed (mai-2011). "Abderrahim Mouhtad : "Annassir ne défend pas les fauteurs de troubles imprégnés de l'idéologie takfiriste"". Aujourd'hui le Maroc. AM1. {{استشهاد بدورية محكمة}}: تحقق من التاريخ في: |تاريخ= (مساعدة)[وصلة مكسورة]
- Aswab، Mohamed (juillet-2011). "Abderrahim Mouhtad : "Je veux épouser une troisième femme"". Aujourd'hui le Maroc. AM2. مؤرشف من الأصل في 2016-03-03. {{استشهاد بدورية محكمة}}: تحقق من التاريخ في: |تاريخ= (مساعدة)